# Diarthrodes falcipes
Diarthrodes falcipes is een eenoogkreeftjessoort uit de familie van de Dactylopusiidae. De wetenschappelijke naam van de soort is voor het eerst geldig gepubliceerd in 1964 door Marinoni.